# Liu Bei
Liu Bei (chino tradicional, 劉備; 161 - 21 de junio de 223), tenía Xuándé como nombre de estilo chino. Fue un poderoso jefe militar y emperador de Shu durante la época de los Tres Reinos de China.
Habiéndose elevado desde un origen plebeyo muy humilde, fue al principio un personaje de poca importancia durante la guerra civil masiva que llevó al derrumbamiento a la Dinastía Han Oriental.
En 214, usando las estratagemas de su consejero principal Zhuge Liang, Liu Bei conquistó Yizhou (actualmente Sichuan y Guizhou) y en su última estancia establecería la fundación del reino de Shu.
En 221, Liu Bei se declaró emperador en un esfuerzo por continuar el linaje de la Dinastía Han. Fue sucedido por su hijo Liu Shan, que un tiempo después se rindió a Cao Wei en 263.

## En la ficción

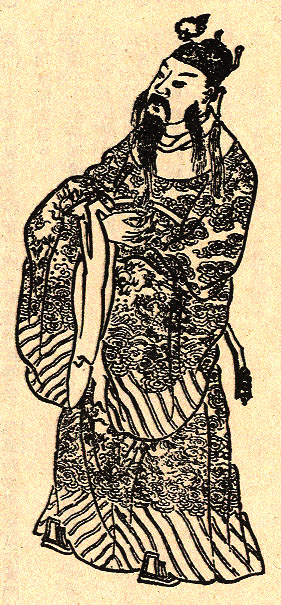
Retrato de Liu Bei de una edición de la dinastía Qing de El Romance de los Tres Reinos

En el siglo XIV, en la novela histórica del Romance de los Tres Reinos escrita por Luo Guanzhong, Liu Bei fue retratado como un hombre virtuoso y carismático que se elevó desde un humilde tejedor de paja a emperador. Sus muchas experiencias fueron dramatizadas o exageradas por el autor para abogar por el juego confuciano de valores morales, como la lealtad y la compasión.
Sin embargo, este carácter novelizado de Liu Bei es el que lo ha hecho conocido y popular en el folklore chino, la ópera china y otras formas de arte.
Otra aparición de este personaje es en Inazuma Eleven GO 2: Chrono Stone donde puede verse en el episodio 22 como uno de los 11 poderes que deben conseguir para formar el equipo definitivo.